# Adawai
Adawai, también llamado Adaway es una villa en el distrito de Sipaliwini en Surinam. La villa se encuentra ubicada a orillas del Alto Surinam.
En 2012, Carlo Sampie era el capitán en jefe de Gunsi, Nieuw-Aurora, Tjaikondre y Adawai, donde en ese momento vivían juntas 2400 personas.
El pueblo está situado junto a Malroseekondre y cerca de Copaivagogo.